# Amonioborita
L'amonioborita és un mineral de la classe dels borats. Rep el seu nom en al·lusió a la seva composició, sent un borat que conté el catió amoni.

## Característiques
L'amonioborita és un borat de fórmula química (NH₄)₃B₁₅O₂₀(OH)₈(H₂O)₄. Cristal·litza en el sistema monoclínic. Es troba en forma de plaques microscòpiques, agrupades en paral·lel; també en forma de masses granulars comunament de gra fi. És un mineral dimorf de la larderel·lita.
Segons la classificació de Nickel-Strunz, l'amonioborita pertany a «06.EA - Nesopentaborats» juntament amb els següents minerals: sborgita, leucostaurita, santita, ramanita-(Rb), ramanita-(Cs) i ulexita.

## Formació i jaciments
Es troba en fumaroles d'àcid bòric en regions volcàniques, i en llacunes fumaròliques riques en àcid bòric. Va ser descoberta l'any 1931 a Larderello, Pomarance, a la província de Pisa (Toscana, Itàlia), on es troba associada a altres minerals com la sassolita i la larderel·lita. Larderello és l'únic indret on ha estat trobada aquesta espècie mineral.